# Treći anglo-burmanski rat
Treći anglo-burmanski rat (1885. – 1886.), odigrao se zbog uvjerenja u Velikoj Britaniji da su sazreli uvjeti za okupaciju cijele Burme. Povod za akciju dalo je loše postupanje burmanskih vlasti prema nekoj britanskoj tvrtci.

## Tijek oružanog sukoba
General Harry Prendergast je s oko 12,000 vojnika, 67 topova i riječnom flotilom bio već spreman za akciju te je 11. studenog krenuo uz rijeku Irrawaddy da Burmanci ne bi mogh organizirati otpor. Britanska riječna flotila je 28. studenog stigla pred starim gradom Avā. Kralj Thibaw Min je naredio da se položi oružje, ali se veliki dio snaga razišao s oružjem te je gerilskim djelovanjem godinama produžio otpor. Kralj je zarobljen, a monarhija i samostalnost Burme je ukinuta.
Burma je proglašena britanskom kolonijom kao dio britanskog Indijskog Carstva. Ovaj status je imala sve do 1937. godine